# Stuttgarter Zeitung
Die Stuttgarter Zeitung (StZ) ist eine in Stuttgart erscheinende Tageszeitung. Ihr Verbreitungsgebiet erstreckt sich aus der baden-württembergischen Landeshauptstadt hinaus in die Region Stuttgart mit 2,8 Millionen Einwohnern.
Die Stuttgarter Zeitung ist eine Regionalzeitung mit überregionalem Anspruch. Ihr Informationsangebot konkurriert mit dem überregionaler Zeitungen, was zugleich bedeutet, dass deutliche regionale und lokale Schwerpunkte gesetzt werden. Um diesem Selbstverständnis gerecht zu werden, unterhält das Blatt auch im überregionalen Bereich eine Redaktion und ein Netz von Korrespondenten.
Ihre verkaufte Auflage beträgt zusammen mit den Stuttgarter Nachrichten 145.698 Exemplare, ein Minus von 31,8 Prozent seit 1998.
Die Zeitung bezeichnet sich als liberal.
Das Erscheinungsbild der Zeitung wurde 1948, 1978 und 1998 behutsam und 2009 deutlich verändert. Chefredakteur ist seit dem 1. Januar 2008 Joachim Dorfs, der zuvor stellvertretender Chefredakteur des Handelsblatts war.
Sitz der StZ ist das Pressehaus Stuttgart.

## Geschichte
Die Geschichte der Stuttgarter Zeitung begann nach dem Zweiten Weltkrieg. Nach dem Ende des nationalsozialistischen Regimes durften die alten Zeitungen vier Jahre lang nicht erscheinen. Die StZ sieht sich in der Tradition des Neuen Stuttgarter Tagblatts, das während dieser Zeit eingestellt wurde.
Die Druckereien und Verlage waren beschlagnahmt worden. Die westlichen Besatzungsmächte vergaben an politisch unbelastete Bürger Lizenzen zur Herausgabe von Zeitungen und stellten ihnen die beschlagnahmten Maschinen zur Verfügung. Dabei achteten die Besatzungsmächte auch darauf, dass die großen politischen Richtungen vertreten waren.
Die Stuttgarter Zeitung wurde zunächst von drei Lizenzträgern der Information Control Division verlegt: Josef Eberle, Karl Ackermann und Henry Bernhard. Am 18. September 1945 erschien die erste Ausgabe. Nach Wechseln bei den Lizenzträgern, wobei die ausscheidenden andere Blätter übernahmen, blieb schließlich neben Erich Schairer, der 1956 starb, nur Josef Eberle als Herausgeber bis 1972 bei der Stuttgarter Zeitung. Leiter des Ressorts Innenpolitik war bis 1975 der Journalist Fritz Richert (1922–1996).
Zum 1. April 2016 wurden die Redaktionen von Stuttgarter Zeitung und Stuttgarter Nachrichten weitgehend zusammengelegt. Jeweils 12 Autoren schreiben exklusiv für eine der beiden Zeitungen. 2016 wurde die Mehrheit der Esslinger Zeitung übernommen, 2017 die Kreiszeitung Böblinger Bote und 2019 ein Anteil an der Bietigheimer Zeitung. Am 19. Januar 2022 wurde der Abbau von 20 Prozent der Redakteursstellen bis Jahresende bekanntgegeben. Die Zahl der Zeitungsbücher soll von fünf auf vier reduziert werden.
Seit dem 1. Januar 2025 liefert der Stuttgarter Karikaturist Kostas Koufogiorgos die täglich auf der Titelseite erscheinenden Karikatur. Er folgte auf den Karikaturisten Rolf Henn (aka LUFF) nach, der seit 1988 für die Stuttgarter Zeitung arbeitete.

## Auflage
Die Auflage der Stuttgarter Zeitung wird seit 2005 gemeinsam mit den Stuttgarter Nachrichten ausgewiesen. Die beiden Blätter haben wie die meisten deutschen Tageszeitungen in den vergangenen Jahren an Auflage eingebüßt. Die verkaufte Auflage ist seit 1998 um 31,8 Prozent gesunken. Sie beträgt gegenwärtig 145.698 Exemplare. Das entspricht einem Rückgang von 67.947 Stück. Der Anteil der Abonnements an der verkauften Auflage liegt bei 85,6 Prozent.
| 1998   | 1999   | 2000   | 2001   | 2002   | 2003   | 2004   | 2005   | 2006   | 2007   | 2008   | 2009   | 2010   | 2011   | 2012   | 2013   | 2014   | 2015   | 2016   | 2017   | 2018   | 2019   | 2020   | 2021   | 2022   | 2023   | 2024   |
| ------ | ------ | ------ | ------ | ------ | ------ | ------ | ------ | ------ | ------ | ------ | ------ | ------ | ------ | ------ | ------ | ------ | ------ | ------ | ------ | ------ | ------ | ------ | ------ | ------ | ------ | ------ |
| 213645 | 218674 | 214970 | 213265 | 209333 | 206209 | 204499 | 225324 | 222558 | 217326 | 215965 | 210226 | 206783 | 199709 | 197269 | 190250 | 184364 | 177538 | 171711 | 164600 | 197257 | 189267 | 183588 | 173241 | 162861 | 164691 | 148410 |

## Verlag

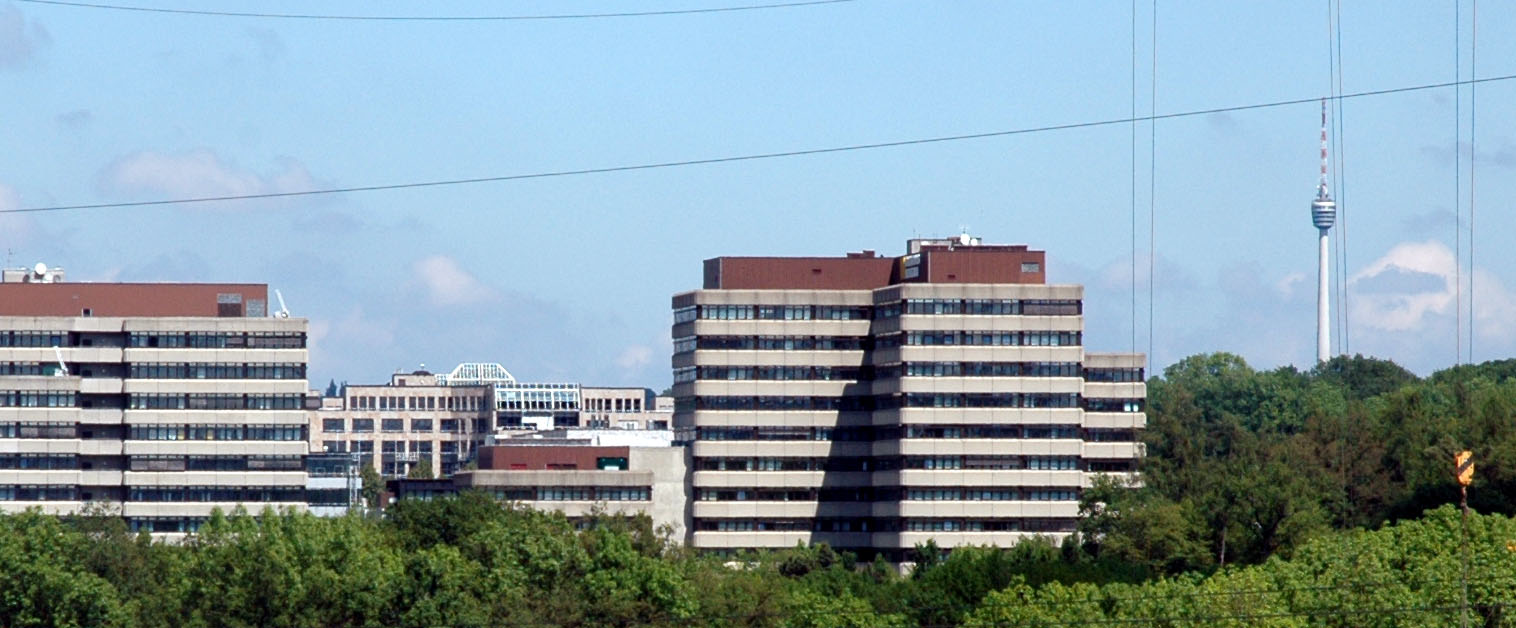
Pressehaus Stuttgart, von Süden gesehen (2007)

Die Stuttgarter Zeitung beziehungsweise ihr Verlag, die Stuttgarter Zeitung Verlagsgesellschaft mbH & Co. KG, gehört zu 100 Prozent der Mediengruppe Süd GmbH (MSG), die wiederum zu 82 Prozent der Südwestdeutschen Medien Holding (SWMH), der Obergesellschaft der Zeitungsgruppe Stuttgart, sowie zu 18 Prozent der Schwarzwälder Bote GmbH & Co. KG gehört. Bis Anfang 2007 waren die Erben von Erich Schairer, einem der Mitherausgeber der ersten Nachkriegsjahre, zu 25 Prozent beteiligt, diese verkauften ihre Anteile zum 1. Januar 2007 an die SWMH. An der SWMH sind mit je 44,36 Prozent die Medien-Union GmbH Ludwigshafen und die „Gruppe Württembergischer Verleger“ beteiligt, den Rest der Anteile teilen sich acht weitere Gesellschafter.
Die Mediengruppe Süd ist über die Württemberger Zeitung GmbH unter anderem mit 80 Prozent an den Stuttgarter Nachrichten beteiligt. 2002 beteiligte die SWMH sich mit 18,75 Prozent am Süddeutschen Verlag, München (Süddeutsche Zeitung). Zum 29. Februar 2008 verkauften vier Gesellschafterfamilien ihre Anteile am Verlag der Süddeutschen Zeitung an die Südwestdeutsche Medien Holding, die damit ihren Anteil auf 81,25 Prozent aufstockte.

## Auszeichnungen
Die Redaktion der Stuttgarter Zeitung ist mit einer Vielzahl von bedeutenden Journalistenpreisen ausgezeichnet worden. So erhielt der politische Korrespondent der Stuttgarter Zeitung, Stefan Geiger, sowohl den von den Gesellschaftern des Süddeutschen Verlags gestifteten Herbert-Riehl-Heyse-Preis 2005 für seinen Essay Eigentum verpflichtet. Aber wozu verpflichtet es? als auch den Theodor-Wolff-Preis 2006. Diesmal für seinen Essay „Keine Freiheit ohne Gleichheit – und umgekehrt“. Michael Ohnewald, Reporter in der Regionalredaktion, wurde 2003 mit dem Theodor-Wolff-Preis in der Kategorie Lokales ausgezeichnet und kam beim Wächterpreis der deutschen Tagespresse 2006 auf den zweiten Platz.
Das Layout der StZ wurde zwischen 2003 und 2008 jährlich in unterschiedlichen Kategorien mit dem European Newspaper Award ausgezeichnet. Beim 11. European Newspaper Award 2009 wurde sie von der Jury zur europäischen Regionalzeitung des Jahres gewählt.

## Erich-Schairer-Preis
Im Gedenken an den Journalisten Erich Schairer, Herausgeber der Sonntags-Zeitung und späterer Mitherausgeber der Stuttgarter Zeitung, wird jährlich von der Erich-Schairer-Journalistenhilfe e. V. und der Stuttgarter Zeitung ein Förderpreis für junge Journalisten ausgeschrieben.

## Kritik
Lobbycontrol kritisiert, dass die Zeitung sich – wie auch die Stuttgarter Nachrichten – vehement zum umstrittenen Großprojekt Stuttgart 21 bekenne. Dies hänge damit zusammen, dass sie zur Südwestdeutsche Medien Holding gehört, die wiederum finanziell vollkommen von der Landesbank Baden-Württemberg abhängig sei. Besonders steche hierbei ein am 1. September 2010 veröffentlichter Artikel der Stuttgarter Zeitung hervor.
2013 listete das Simon Wiesenthal Center eine Karikatur der Stuttgarter Zeitung unter ihren jährlichen Top Ten der schlimmsten antisemitischen/antiisraelischen Verunglimpfungen, weil die Zeitung den israelischen Ministerpräsidenten Benjamin Netanjahu in der Karikatur als Vergifter von Friedenstauben dargestellt hatte.